# شبکه زنبور (فیلم)
شبکهٔ زنبور (به انگلیسی: Wasp Network) یک فیلم دلهره‌آور جاسوسی ساخته شده به نویسندگی و کارگردانی اولیویه آسایاس محصول سال ۲۰۱۹ است. ادگار رامیرز، پنه‌لوپه کروز، واگنر مورا، گائل گارسیا برنال، آدریا آرجونا، و آنا د آرماس در این فیلم نقش‌آفرینی می‌کنند.

## بازیگران
- ادگار رامیرز
- پنه‌لوپه کروز
- واگنر مورا
- گائل گارسیا برنال
- آدریا آرجونا
- آنا د آرماس

## تولید
در مه ۲۰۱۸ اعلام شد که ادگار رامیرز در فیلمی که توسط اولیویه آسایاس نوشته و کارگردانی خواهد شد بازی خواهد کرد. در سپتامبر، پنه‌لوپه کروز، واگنر مورا و گائل گارسیا برنال به بازیگران اضافه شدند. آدریا آرجونا در دسامبر و آنا د آرماس در در فوریهٔ ۲۰۱۹ به جمع بازیگران فیلم ملحق شدند.
فیلم‌برداری در ۱۹ فوریهٔ ۲۰۱۹ در کوبا آغاز شد.